# Bernardo Del Nero
Bernardo Del Nero (Firenze, 1422 – 1497) è stato un politico italiano.
Sostenitore di Lorenzo il Magnifico, nel 1497 fu connivente, in qualità di gonfaloniere, di una congiura contro i piagnoni per riportare a Firenze il dominio pallesco.
La sua illegale condanna a morte provocò lo sdegno di molti cittadini verso il Savonarola.